# Jann Meyer-Abich
Jann Meyer-Abich (* 1947 in Hamburg) ist ein deutscher Verwaltungsjurist. Er war von 2002 bis 2012 Präsident des Rechnungshofes der Freien und Hansestadt Hamburg.

## Leben

### Ausbildung und Persönliches
Meyer-Abich wuchs in Mittelamerika auf, legte das Abitur 1966 ab und war von 1966 bis 1968 bei der Bundeswehr. Danach studierte er Rechtswissenschaften und legte das erste juristische Staatsexamen 1972 in Hamburg ab. Im Jahr 1975 legte er das zweite juristische Staatsexamen in Hamburg ab. 
Von 1975 bis 1979 war er wissenschaftlicher Assistent am Seminar für Staatsphilosophie und Rechtspolitik der Universität zu Köln. Dort wurde er 1980 mit einer der Dissertation „Der Schutzzweck der Eigentumsgarantie: Leistung, Freiheit, Gewaltenteilung; zur teleologischen Auslegung des Art. 14 Abs. 1 GG“ zum Dr. jur. promoviert.
Er heiratete 1970 und bekam zwei Söhne.

### Laufbahn
Jann Meyer-Abich wurde 1975 Richter am Verwaltungsgericht Hamburg und wechselte 1987 an das Hamburgische Oberverwaltungsgericht. Währenddessen war er zeitweise Präsidialrichter und in die Ministerialverwaltung bzw. zu Parlamentarischen Untersuchungsausschüssen abgeordnet.
Im Jahr 1993 wechselte er als Direktor bei dem Rechnungshof und Prüfungsgebietsleiter zum Rechnungshof der Freien und Hansestadt Hamburg. Dort stieg er 1999 zum Vizepräsidenten auf. 
Die Hamburgische Bürgerschaft wählte den parteilosen Meyer-Abich am 8. Mai 2002 zum Präsidenten des Rechnungshofes. Am 1. Mai 2012 trat er in den Ruhestand ein.